# West-Aziatisch kampioenschap voetbal 2002
De  West Asian Football Federation Championship 2002 vond plaats in Damascus de hoofdstad van Syrië. Irak won het toernooi door in de Finale Jordanië met 3–2 te verslaan. Het toernooi vond plaats van 30 augustus 2002 tot en met 7 september 2002.

## Geplaatste teams
| Deelnemende landen                                                      |
| ----------------------------------------------------------------------- |
| 1. Irak 2. Jordanië 3. Iran 4. Libanon 5. Syrië (Gastland) 6. Palestina |

## Stadion
| Damascus           | · Damascus Syrië | · Damascus Syrië |
| Abbasiyyinstadion  | · Damascus Syrië | · Damascus Syrië |
| Capaciteit: 30.000 | · Damascus Syrië | · Damascus Syrië |
|                    | · Damascus Syrië | · Damascus Syrië |

## Groepsfase

### Groep 1
| Land     | Gsp | Win | Gel | Ver | DV | DT | +/− | Pnt |
| -------- | --- | --- | --- | --- | -- | -- | --- | --- |
| Jordanië | 2   | 2   | 0   | 0   | 2  | 0  | +2  | 6   |
| Iran     | 2   | 1   | 0   | 1   | 2  | 1  | +1  | 3   |
| Libanon  | 2   | 0   | 0   | 2   | 0  | 3  | –3  | 0   |

|                                     |            |       |      |                             |
| 30 augustus 2002 «onderlinge duels» | Jordanië   | 1 – 0 | Iran | Damascus, Abbasiyyinstadion |
| 30 augustus 2002 «onderlinge duels» | Saleem 11' |       |      | Damascus, Abbasiyyinstadion |

|                                     |         |             |          |                             |
| 1 september 2002 «onderlinge duels» | Libanon | 0 – 1       | Jordanië | Damascus, Abbasiyyinstadion |
| 1 september 2002 «onderlinge duels» |         | Shilbaia 4' |          | Damascus, Abbasiyyinstadion |

|                                     |                           |       |         |                             |
| 3 september 2002 «onderlinge duels» | Iran                      | 2 – 0 | Libanon | Damascus, Abbasiyyinstadion |
| 3 september 2002 «onderlinge duels» | Nikbakht 24' Karimi 90+2' |       |         | Damascus, Abbasiyyinstadion |

### Groep 2
| Land      | Gsp | Win | Gel | Ver | DV | DT | +/− | Pnt |
| --------- | --- | --- | --- | --- | -- | -- | --- | --- |
| Irak      | 2   | 2   | 0   | 0   | 3  | 0  | +3  | 6   |
| Syrië     | 2   | 1   | 0   | 1   | 2  | 2  | 0   | 3   |
| Palestina | 2   | 0   | 0   | 2   | 1  | 4  | –3  | 0   |

|                                     |                             |       |           |                             |
| 30 augustus 2002 «onderlinge duels» | Syrië                       | 2 – 1 | Palestina | Damascus, Abbasiyyinstadion |
| 30 augustus 2002 «onderlinge duels» | Ibrahim 21' Haj Mustafa 37' |       | Lafi 39'  | Damascus, Abbasiyyinstadion |

|                                     |           |                        |      |                             |
| 1 september 2002 «onderlinge duels» | Palestina | 0 – 2                  | Irak | Damascus, Abbasiyyinstadion |
| 1 september 2002 «onderlinge duels» |           | Shnaiyn 47' Farhan 69' |      | Damascus, Abbasiyyinstadion |

|                                     |            |       |       |                             |
| 3 september 2002 «onderlinge duels» | Irak       | 1 – 0 | Syrië | Damascus, Abbasiyyinstadion |
| 3 september 2002 «onderlinge duels» | Khadim 43' |       |       | Damascus, Abbasiyyinstadion |

## Knockout-fase
|  | halve finale           | halve finale           |   |                        | finale                 | finale |
|  |                        |                        |   |                        |                        |        |
|  | 5 september – Damascus |                        |   |                        |                        |        |
|  | Jordanië               | 2                      |   |                        |                        |        |
|  | Syrië                  | 1                      |   |                        |                        |        |
|  |                        |                        |   |                        |                        |        |
|  |                        |                        |   |                        | 7 september – Damascus |        |
|  |                        |                        |   |                        | Irak                   | 3      |
|  |                        | Jordanië               | 2 |                        |                        |        |
|  |                        |                        |   |                        |                        |        |
|  |                        |                        |   |                        | derde plaats           |        |
|  | 5 september – Damascus | 5 september – Damascus |   | 7 september – Damascus | 7 september – Damascus |        |
|  | Irak                   | 0 (6)                  |   | Iran                   | 2 (4)                  |        |
|  | Iran                   | 0 (5)                  |   |                        | Syrië                  | 2 (2)  |

### Halve finale
|                                     |                          |                 |             |                             |
| 5 september 2002 «onderlinge duels» | Jordanië                 | 2 – 1 (n.v./gg) | Syrië       | Damascus, Abbasiyyinstadion |
| 5 september 2002 «onderlinge duels» | Saleem 38' Al-Zabon 118' |                 | Shahada 54' | Damascus, Abbasiyyinstadion |

|                                     |      |                                  |      |                             |
| 5 september 2002 «onderlinge duels» | Irak | 0 – 0 (n.v.) Strafschoppen 6 – 5 | Iran | Damascus, Abbasiyyinstadion |
| 5 september 2002 «onderlinge duels» |      |                                  |      | Damascus, Abbasiyyinstadion |

### Troostfinale
|                                     |                                |                                  |              |                             |
| 7 september 2002 «onderlinge duels» | Iran                           | 2 – 2 (n.v.) Strafschoppen 4 – 2 | Syrië        | Damascus, Abbasiyyinstadion |
| 7 september 2002 «onderlinge duels» | Kameli Mofrad 59' Nikbakht 88' |                                  | Sari 15' 89' | Damascus, Abbasiyyinstadion |

### Finale
|                                     |                                            |                 |                         |                             |
| 7 september 2002 «onderlinge duels» | Irak                                       | 3 – 2 (n.v./gg) | Jordanië                | Damascus, Abbasiyyinstadion |
| 7 september 2002 «onderlinge duels» | Farhan 32' Mahmoud 89' Haidar Mahmoud 103' |                 | Abu Rumih 2' Khalil 30' | Damascus, Abbasiyyinstadion |

| West-Aziatisch kampioenschap Winnaar 2002 |
| ----------------------------------------- |
|                                           |
| IRAK 1ste titel                           |